# Kao the Kangaroo
Kao the Kangaroo is een action-adventure videospel voor het platform Sega Dreamcast, en de PC. Het spel werd uitgebracht in 2001 door Tate Interactive

## Verhaal
Kao is een jonge Australische kangoeroe. Hij is een typisch voorbeeld van zijn soort, alleen veel intelligenter, slimmer en handiger. Hij houdt van lange reizen, zonsondergangen en grappen maken. Tijdens een van zijn reizen kwam Kao in een klein bos terecht. Terwijl hij zorgeloos doorrende, merkte hij plotseling een kleine beweging op in de struiken. Hij besloot een mysterie op te lossen en liep de struiken in. Plotseling viel er een kooi naar beneden. Ontsnappen was onmogelijk. Het laatste dat hij zag was het grijnzende gezicht van een jager, toen viel hij in slaap. Toen hij wakker werd had hij bokshandschoenen aan, en een of andere kerel schreeuwde tegen hem dat hij boxer werd. In het begin was Kao heel ongelukkig maar met de tijd concentreerde hij zich steeds meer op zijn training, want hij besefte dat hij alleen kon ontsnappen door boxer te worden. Hij had sterk heimwee naar Australië. Op een dag kreeg hij een prachtige kans op ontsnapping, toen de jager wat te diep in het glaasje had gekeken (hij dronk op Kao's overwinning op Rocky Billboard), en hij had Kao's kooi niet goed gesloten. Zo begon de lange reis huiswaarts vol verrassingen.

## Ontvangst
| Beoordeeld door                    | Platform  | Datum            | Score |
| ---------------------------------- | --------- | ---------------- | ----- |
| Official Dreamcast Magazine (U.S.) | Dreamcast | maart 2001       | 80%   |
| PC Gameplay (Benelux)              | Windows   | januari 2001     | 72%   |
| Adrenaline Vault, The (AVault)     | Dreamcast | 5 mei 2001       | 70%   |
| IGN                                | Dreamcast | 13 februari 2001 | 62%   |
| Gamekult                           | Windows   | 16 december 2000 | 60%   |
| IGN                                | Windows   | 8 maart 2001     | 52%   |
| Video Games                        | Dreamcast | 3 januari 2001   | 52%   |
| Game Informer Magazine             | Dreamcast | april 2001       | 50%   |
| Computer Games Magazine            | Windows   | 31 maart 2001    | 50%   |
| PC Games (Duitsland)               | Windows   | februari 2001    | 49%   |